# Соня Перес
Соня Перес (івр. סוניה פרס), до шлюбу Гельман (27 березня 1923 — 20 січня 2011), пізніше Галь — ізраїльська активістка українського походження, перша леді Ізраїлю (в шлюбі з Шимоном Пересом). Служила в британської армії під час Другої світової війни, багато років анонімно допомагала хворим дітям та інвалідам. Брала участь у заснуванні кібуц Алумот. Попри активну діяльність, рідко з'являлася на публіці, граючи свою роль за лаштунками 60-літньої політичної кар'єри чоловіка.

## Раннє життя
Соня Гельман народилася в містечку Мізоч у Польщі (нині Україна, Рівненська область) у сім’ї Малки та Якова Гельманів. У 1927 році вона з батьками, старшою сестрою Батьєю та молодшим братом Іциком здійснила алію до Підмандатної Палестини. Сім'я Гельман була однією з перших, хто покинули місто, щоб репатріюватися в землю Ізраїлю, тож їх від'їзд викликав неабияке хвилювання. Відбулася церемонія прощання, на якій були присутні всі жителі. Сім'я оселилася в молодіжному селищі Бен-Шемен, де мати працювала господаркою закладу, а батько служив двірником і вчителем столяра.
Соня Гельман навчалася в молодіжному селі Бен Шемен, де зустріла Шимона Перскі, пізніше Шимона Переса. Перес приєднався до поселенського руху «Ґарїн», а Соня залишилася в селі, щоб закінчити навчання. Після закінчення навчання їхні стосунки тривали в основному через заочне листування, але під час Другої світової війни вони розлучилися. Шимон залишився в кібуці, а Соня пішла в британську армію.

## Медсестра
Соня Гельман служила медсестрою в польовому госпіталі в Єгипті під час північноафриканської кампанії. Її робота полягала в тому, щоб допомогти професійному персоналу в усьому необхідному для лікування поранених. Перес розповів, що одного разу, коли головна медсестра назвала її «проклятою тубілкою», вона дала їй ляпаса, а потім була виключена з лікарні та відправлена на курси водіння важких автомобілів у таборі Міна біля пірамід.

## Ізраїльська активістка
У травні 1945 року, після повернення до Ізраїлю та закінчення служби в британській армії, Соня Гельман одружилася з Шимоном Пересом. Соня Перес була домогосподаркою, яка вирішила триматися трохи далі від медіа та відверто оберігала своє приватне життя та приватне життя своєї сім’ї, попри політичну кар’єру чоловіка. Протягом багатьох років Перес брала участь у різноманітних заходах, спрямованих на допомогу нужденним в ізраїльському суспільстві. Крім іншого, вона допомагала в роздачі продуктів харчування нужденним, а також багато працювала для вдів ЦАГАЛу. Одного разу Перес усиновила дітей однієї вдови після її смерті та дозволила їм деякий час жити в офіційній резиденції прем'єр-міністра. Однак її волонтерська діяльність була під завісою таємниці через небажання Перес афішувати свою діяльність.

## Дружина прем'єр-міністра Ізраїлю

### 1984 – 1986 роки
Шимон Перес обійняв посаду прем'єр-міністра Ізраїлю у вересні 1984 року. Це пом'якшило неприязнь Соні Перес до громадсько-політичної діяльності чоловіка. Перес виконувала деякі символічні ролі дружини прем'єр-міністра, в основному приймаючи лідерів і лідерок за кордоном. Вона була присутня на офіційному прийомі в аеропорту Бен-Ґуріона до прем'єр-міністра Данії Поула Шлютера у вересні 1985 року та супроводжувала тур віцепрезидента США Джорджа Герберта Вокера Буша та першої леді США Барбари Буш в Ізраїлі в липні 1986 року. Однак протягом двох років, які вона була дружиною прем'єр-міністра, вона відмовлялася від інтерв'ю і утримувалася від будь-якої участі в політичних питаннях, якими її чоловік займався в рамках своєї роботи.

### 1995 – 1996 роки
Після вбивства прем'єр-міністра Рабіна Соня Перес була дружиною прем'єр-міністра вдруге й востаннє. І цього разу вона утрималася від появи в резиденції прем'єр-міністра, тож більшість співробітників офісу навіть не впізнавали її. Під час виборів до Кнесету чотирнадцятого скликання та прем’єр-міністра вона не брала участі у виборчій кампанії чоловіка, а також не була присутня на дебатах між Пересом і Біньяміном Нетаньяху, які були одним із яскравих моментів виборів. Навпаки, за кілька годин до публікації результатів виборів члени родини та близькі друзі зібралися в будинку Перес, де вона їх прийняла.

## Перша леді Ізраїлю
З обранням Шимона Переса президентом Соня Перес оголосила, що не переїде з ним до офіційної резиденції президента і залишиться в їхній квартирі в Неве-Авівім. З тих пір вони жили окремо, оскільки чоловік порушив обіцянку, що обрання головою Лейбористської партії у 2002 році буде його останньою публічною роботою. Тож вона змінила своє ім'я на Соня Галь, абревіатура її дошлюбного прізвища Гельман.

## Смерть

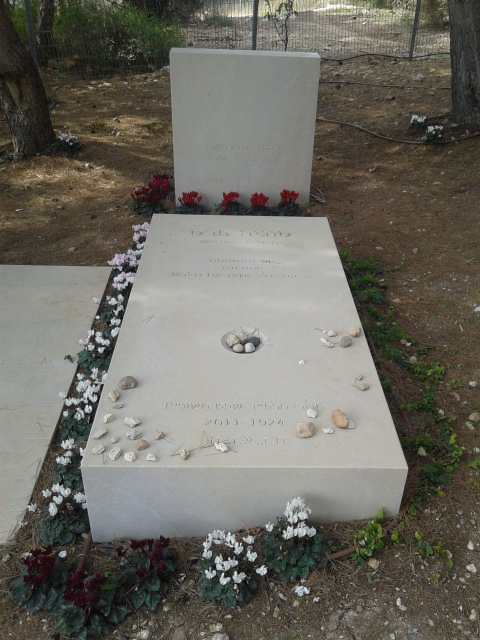
Могила Соні Перес на кладовищі Молодіжного села Бен Шемен

Соня Перес померла 20 січня 2011 року у своїй квартирі в Тель-Авіві. Похована на кладовищі Молодіжного села Бен Шемен, а не у призначеному для неї місці, поруч з чоловіком, на ділянці Великих народу на горі Герцля.
У Соні Галь залишилося троє дітей і восьмеро онуків.